# شهرستان توین فالس (آیداهو)
شهرستان توین فالس، آیداهو (به انگلیسی: Twin Falls County, Idaho) یک سکونتگاه مسکونی در ایالات متحده آمریکا است که در آیداهو واقع شده‌است.

## خصوصیات
شهرستان توین فالس ۴٬۹۹۳٫۵۲ کیلومترمربع مساحت دارد.